# 秦岭翠雀花
秦岭翠雀花（学名：Delphinium giraldii）是毛茛科翠雀属的植物，是中国的特有植物。分布于中国大陆的河南、甘肃、四川、山西、湖北、陕西、宁夏等地，生长于海拔960米至2,000米的地区，多生长在山地草坡及林中，目前尚未由人工引种栽培。

## 别名
虎膝、蓝花草（陕西）